# Pharacocerus castaneiceps
Pharacocerus castaneiceps là một loài nhện trong họ Salticidae.
Loài này thuộc chi Pharacocerus. Pharacocerus castaneiceps được Eugène Simon miêu tả năm 1910.